# Klaus Bachlechner
Klaus Bachlechner (* 27. Dezember 1952 in Bruneck, Südtirol) ist ein ehemaliger italienischer Fußballspieler. Er bestritt in den 1970er- und 1980er-Jahren insgesamt 204 Ligaspiele in der italienischen Serie A. Mit Inter Mailand gewann er in der Saison 1981/82 den Pokal von Italien, die Coppa Italia. Bachlechner war der erste deutschsprachige Südtiroler, der in der ersten Liga von Italien spielte.

## Sportliche Karriere
Bachlechner wuchs in Bruneck auf. Seine Fußballkarriere begann mit einem Probetraining bei der Jugendmannschaft von Hellas Verona. In der Saison 1971/72 wechselte Bachlechner auf Leihbasis zu Pisa Calcio, wo er seine ersten Spiele in der Serie C absolvierte. Die darauffolgenden zwei Saisonen spielte er in Verona und bestritt erste 13 Spiele in der Serie A.
1974/75 spielte Bachlechner wiederum auf Leihbasis für Novara Calcio. Ab 1975 folgten schließlich drei Saisonen als Stammspieler bei Hellas Verona, wo er das Finale des italienischen Pokals, der Coppa Italia 1975/76 erreichte, dort aber mit 0:4 gegen SSC Neapel unterlag. 1978/79 wechselte Bachlechner für weitere drei Saisonen zum FC Bologna. Seinen Karrierehöhepunkt erreichte er 1981/82 mit einem Wechsel zu seinem Traumverein Inter Mailand. Für die Mailänder bestritt Bachlechner aber nur 20 Spiele. Er meinte, er sei vom Umfeld zu sehr überwältigt gewesen. Die Mannschaft um Alessandro Altobelli, Giuseppe Bergomi und Herbert Prohaska gewann in dieser Saison die Coppa Italia. Blachlechner war allerdings in den Finalspielen gegen Torino nicht dabei.
1982 kehrte Bachlechner zum erstmals in die zweite Liga abgestiegenen FC Bologna zurück, wo er seine Karriere nach einem weiteren Abstieg 1984 in der Serie C beendete. In seiner aktiven Karriere bestritt der Abwehrspieler insgesamt 204 Ligaspiele in der Serie A (ein Tor) und 71 Zweitligaspiele (Serie B, 2 Tore).

## Nach dem Karriereende
Nach seiner aktiven Fußballkarriere kehrte Bachlechner nach Bruneck zurück, wo er sich als Buchhalter betätigte. Später leitete er mit seiner Frau ein Hotel in Olang in Südtirol. Sein Sohn Thomas Bachlechner (* 1980) schlug ebenfalls eine Fußballkarriere ein die vor allem im Südtiroler Amateurbereich stattfand. Er gilt als einer der großen Stars des Bozener FC Südtirol, für den er in 122 Spielen 34 Tore erzielte.

## Erfolge
- Italienischer Pokalsieger mit Inter Mailand in der Saison 1981/82